# Two Moons

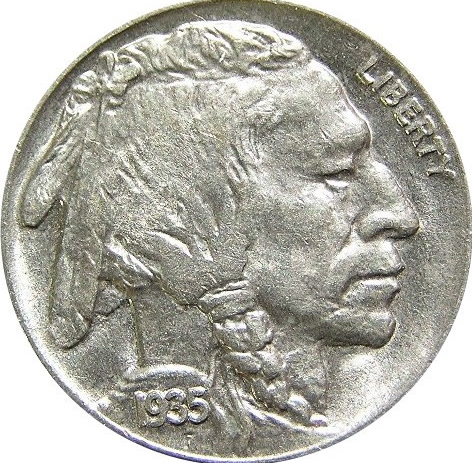
Der Buffalo Nickel von 1935. Two Moons war einer von mehreren Indianern, die dafür Modell gestanden waren.

Two Moons (* 1847 im heutigen Montana; † 1917), oder Ishaynishus (Cheyenne: Éše'he Ôhnéšesêstse) (englisch für Zwei Monde), war ein Häuptling der Cheyenne. Er war einer der militärischen Führer, die den Sieg bei Little Bighorn gegen die US-Armee erreichten. Er nahm an mehreren militärischen Auseinandersetzungen mit der US-Army teil.

## Leben
Two Moons war Sohn von Carries the Otter, einem gefangenen Arikaree, der eine Cheyenne geheiratet hatte. Two Moons erreichte den Rang eines Stammesführers und militärischen Anführers. Er kämpfte gegen die US-Armee und nahm an den Schlachten von Rosebud gegen General Crook am 17. Juni 1876 im Montana Territory teil. Ebenso kämpfte er in der legendären Schlacht am Little Bighorn am 26. Juni 1876 und in der am Wolf Mountain (8. Januar 1877). Hier besiegte General Nelson A. Miles die Indianer, die sich im April 1877 im Fort Keogh ergaben.
Nach seiner Niederlage entschloss sich Two Moons, dem ehemaligen Feind zu dienen. Er wurde ein United States Army Indian Scout und diente unter General Miles. Miles respektierte ihn und machte ihn zum Chef der Northern Cheyenne Indian Reservation (nahe Ashland (Montana)). In dieser Funktion diente er als Politiker und Repräsentant dieses Reservats.

## Northern Cheyenne Reservation
Two Moons reiste etliche Male nach Washington, D.C., um sich für die Rechte seines Volkes, der nördlichen Cheyenne, einzusetzen und die schlechten Bedingungen in den Reservaten zu verbessern. Im Jahre 1914 traf Two Moons Präsident Woodrow Wilson.
Two Moons stand Modell für einen der Buffalo Nickel von James Earle Fraser.

## Tod
Two Moons starb 1917 in seinem Haus in Montana im Alter von 70 Jahren. Sein Grab liegt neben der U.S. Route 212, westlich von Busby, Montana.